# لوئیجی مالافرونته
لوئیجی مالافرونته (انگلیسی: Luigi Malafronte؛ زادهٔ ۲ دسامبر ۱۹۷۸) بازیکن فوتبال اهل ایتالیا است.
از باشگاه‌هایی که در آن بازی کرده‌است می‌توان به باشگاه فوتبال آنکونا، البیا کالچو ۱۹۰۵، باشگاه فوتبال آ.اس. رم، باشگاه فوتبال بنونتو، باشگاه فوتبال پالرمو، و باشگاه فوتبال ناپولی اشاره کرد.